# جوزف گلدبرگر
جوزف گُلدبرگر (مجاری: Goldberger József; ۱۶ ژوئیهٔ ۱۸۷۴ – ۱۷ ژانویهٔ ۱۹۲۹) پزشک و همه‌گیرشناس آمریکایی بود که در خدمات بهداشت عمومی ایالات متحده آمریکا فعالیت می‌کرد. او به‌خاطر تلاش‌هایش در زمینهٔ اثبات رابطهٔ رژیم غذایی با بیماری پلاگر پنج بار نامزد دریافت جایزهٔ نوبل شد.

## مطالعات بحث‌برانگیز پلاگر
در سال ۱۹۱۴ دولت ایالات متحده آمریکا از جوزف گلدبرگر، در خواست کرد تا یک بیماری پوستی به نام پلاگر را تحت مطالعه قرار دهد. بر خلاف بعضی از کارشناسان وقت که بیماری پلاگر را نتیجه عفونت میکروبی می‌دانستند؛ جوزف گلدبرگر، پیش فرض خود را بر سوء تغذیه بنا کرده بود.

جوزف گلدبرگر، مطالعات عملی خود را همان سال آغاز کرد. در مرحله اول، وی ۲ مؤسسه نگهداری از کودکان یتیم را همزمان، تحت نظارت دقیق علمی قرار داد. در این مراکز، بیماری از قبل بین کودکان ۶ تا ۱۲ ساله شایع بود. پس از مشاهدات دقیق، گلدبرگر و همکارانش، نتیجه گرفتند که توضیح علت بیماری که تنها گروه سنی خاصی را در بین دیگر گروه‌های سنی دچار کرده بود، تنها بر پایه تفاوت در نوع تغذیه ممکن است. گلدنبرگ احتمال می‌داد که کمبود پروتئین حیوانی در خوراک این کودکان عامل اصلی بروز بیماری است. 
 بر اساس همین پیش فرض در مرحله بعدی برای مدتی، گوشت و لبنیات و تخم مرغ به رژیم غذایی کودکان افزوده شد. بعد از گذشت چند هفته، بیماری متوقف شد و ظاهراً اکثریت بیماران بهبودی یافته بودند. به موازات این مطالعات، تحقیقات مشابه ای در یک آسایشگاه زنانه که تعداد زیادی مبتلایان به بیماری پلاگر در آن به سر می‌بردند، انجام گرفت. اما هدف این تحقیقات، کشف علت بیماری نبود بلکه قصد آن بود که تأثیر کیفیت خوراک در شدت بیماری ارزیابی شود.

در ادامه این مطالعات، جوزف گلدبرگر برای تإیید یافته‌های خود در سال ۱۹۱۵ اجازه گرفت که تا یک سری مطالعات را روی زندانیان سالم که در مقابل بخشودگی توافق کرده بودند تحت آزمایش قرار گیرند، انجام دهد.
در این مطالعات ۹ ماهه ۱۱ زندانی داوطلب، تحت رژیم سخت و فاقد پروتئین حیوانی قرار گرفتند. بعد از گذشت ۶ ماه، ۵ نفر بیمار شدند و نشانه‌های بیماری پلاگر در آنها مشاهده شد.

با وجود این مشاهدات، یافته‌های جوزف گلدبرگر، مورد تردید مقامات علمی و سیاسی وقت قرار گرفت. مخالفان نظرات گلدبرگر ادعا کردند که اعمال آزمایش بیماری‌زا روی زندانیان اخلاقی نیست. اما بسیاری این مخالفت را ناشی از اوضاع سیاسی وقت می‌دانستند؛ زیرا حتی اگر نظرات جوزف گلدبرگر، صحت داشت و این بیماری معلول سوء تغذیه بود، با این حال امکان بهبود کیفت خوراک عمومی از نظر اقتصادی وجود نداشت. این شرایط گلدبرگر را به شدت برانگیخت. در سال ۱۹۱۶ میلادی او در یک واکنش در برابر کسانی که بیماری پلاگر را همچنان مسری می‌دانستند، ۱۶ داوطلب، از جمله خودش وهمسرش را با تزریق خون از افراد مبتلا به پلاگر، در معرض بیماری قرار داد، اما هیچ‌یک از داوطلبان به بیماری پلاگر مبتلا نشدند.

اگر چه یافته‌های گلدبرگر، همبستگی روشنی بین رژیم غذایی و بیماری پلاگر نشان می‌داد اما عامل ایجاد بیماری به صورت دقیقی مشخص نشده بود. بعدها در سال ۱۹۳۷ کنراد الوجم متوجه شد که پلاگر به دلیل کمبود ویتامین ب همراه با کاهش سطح اسید آمینه تریپتوفان عارض می‌شود. گلدبرگر در هنگام این اکتشاف جدید، دیگر زنده نبود.